# Garcinia megistophylla
Garcinia megistophylla är en tvåhjärtbladig växtart som beskrevs av P.W.Sweeney och Z.S.Rogers. Garcinia megistophylla ingår i släktet Garcinia och familjen Clusiaceae. Inga underarter finns listade i Catalogue of Life.